# Škoda 743
Škoda 743, pojmenovaná Garde a její přímý nástupce Škoda Rapid byly sportovně laděné osobní automobily vyráběné v letech 1981 až 1990 československou firmou AZNP v Kvasinách, respektive v Bratislavských automobilových závodech. Interní číselné označení výrobce bylo Škoda 743 (pro typy Garde, Rapid a Rapid 130) nebo Škoda 747 (typy Rapid 135 a Rapid 136).
Automobil byl odvozen od čtyřdveřového sedanu Škoda 742 (obchodní označení typů Škoda 120 LS, Škoda 130 L, Škoda 135 GL a Škoda 136 GL), lišil se výrazně aerodynamičtějším tvarem. Přední část vozu byla stejná jako u sedanů, ale čelní sklo bylo více skloněné, střecha snížená a přecházela plynule do šikmo zkosené zádě. Samozřejmou odlišností byl i jediný pár dveří. Tento vůz nahradil Škodu 110 R, která se přestala vyrábět roku 1980. Celkem se vyrobilo 44 634 kusů.
Několik vozů bylo také přestavěno na kabriolety, například v Československu firma MTX takto přestavěla asi 12 vozů, rakouská firma Stift&Graf přestavěla asi 20 vozů a ve Velké Británii firma LDD přestavěla 343 vozů.

## Historie

### Škoda Garde
Oficiální představení nové Škody Garde pro veřejnost proběhlo na strojírenském veletrhu v Brně v říjnu 1981, výroba byla poté zahájena v Kvasinách, do Bratislavy se dodalo několik desítek rozložených sad.
Škoda Garde měla motor o objemu 1174 cm³ s výkonem 43 kW (55 koní) a čtyřrychlostní převodovku, shodné s typem Škoda 120 LS, a účinnější čtyřpístkové přední brzdy. V roce 1982 se vyrobilo 2854 aut a o rok později 3856 aut. Výroba Garde skončila v roce 1984, kdy ji (rok po zavedení modelu M) nahradila Škoda Rapid.
Na exportních trzích byl vůz prodáván jak pod názvem Škoda Garde, tak i jako Škoda 120 R nebo Škoda Rapid.

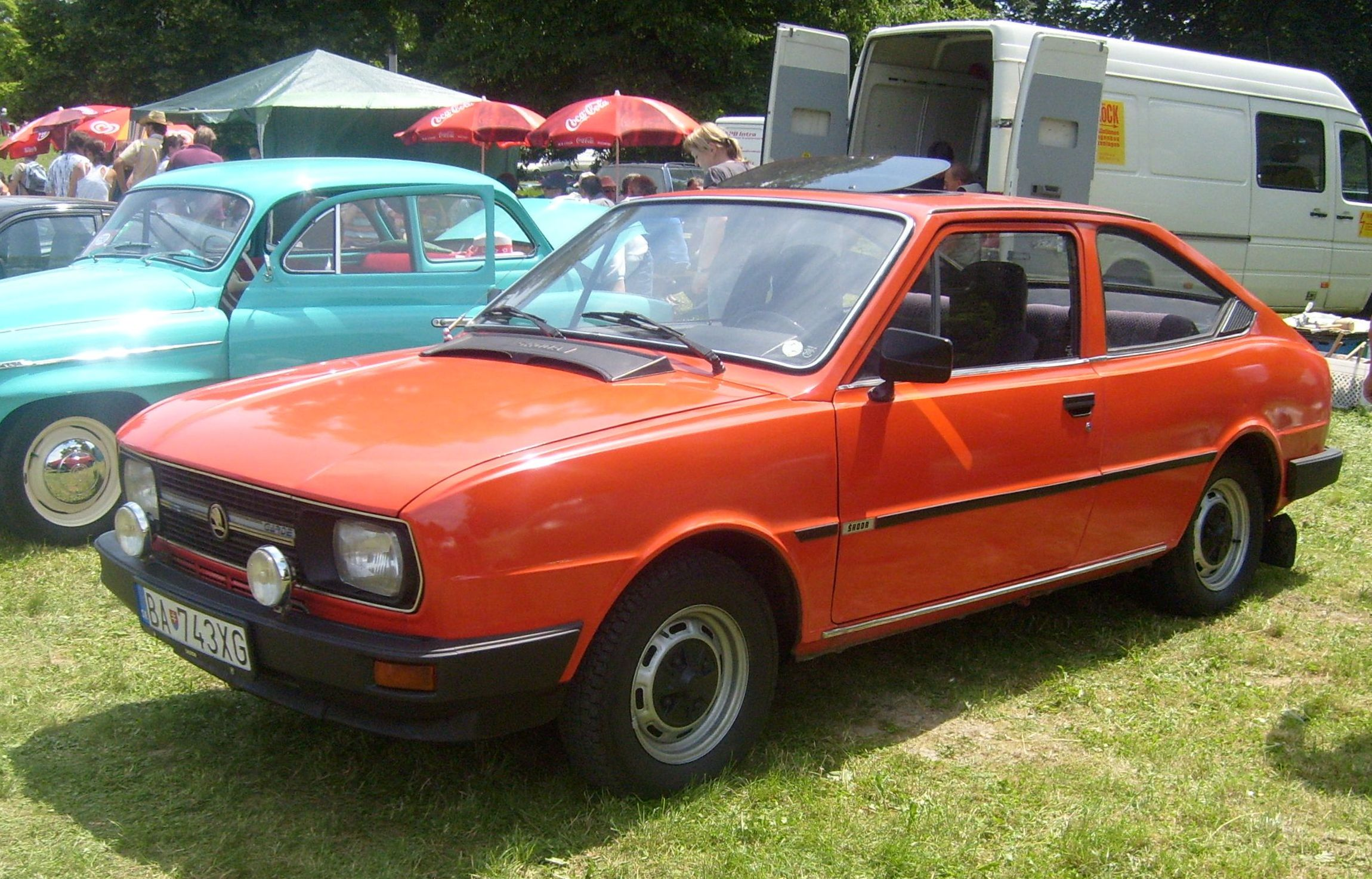
Škoda Garde (1982)
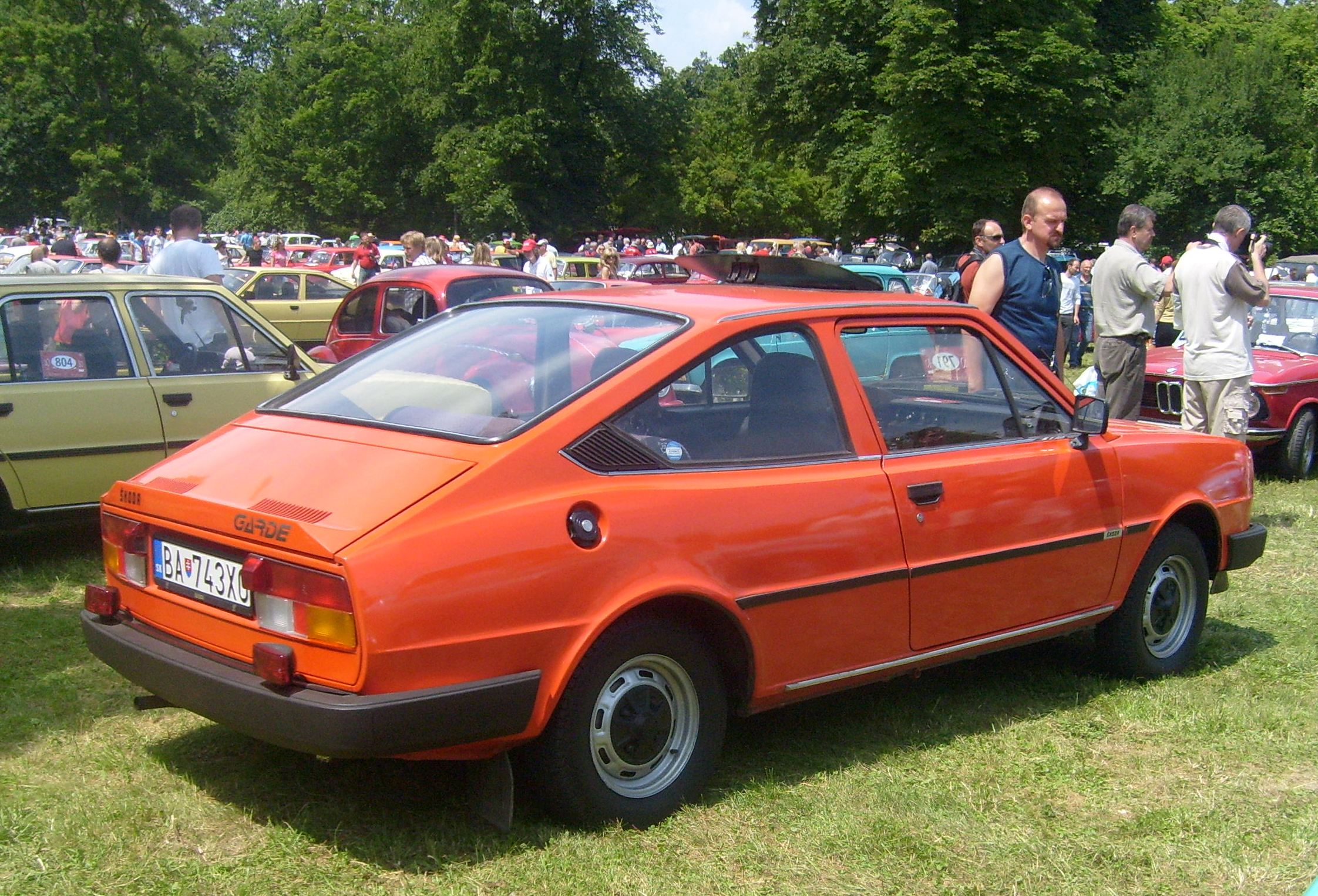
Škoda Garde (1982) – zadní pohled
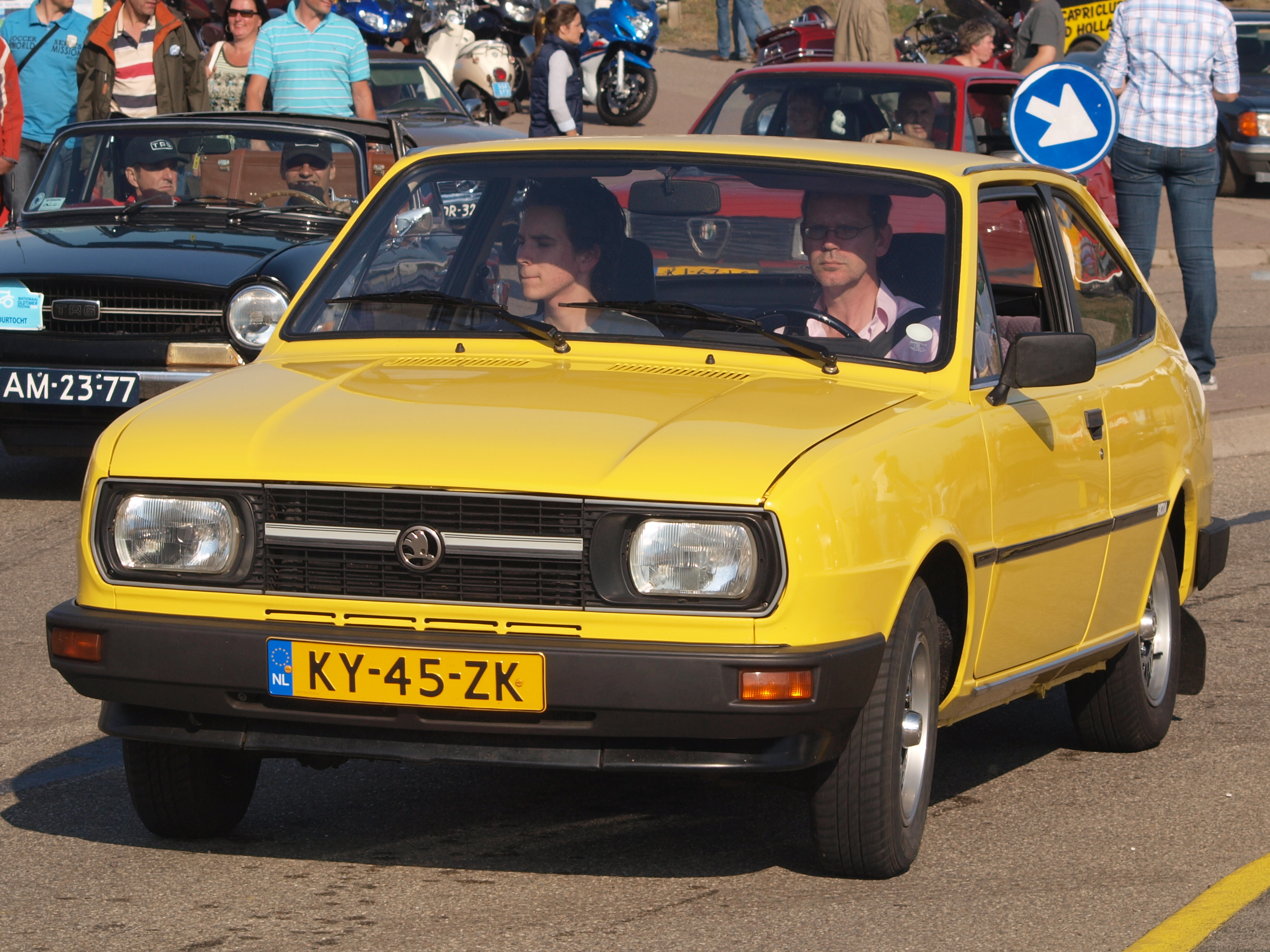
Škoda Rapid 120G v Nizozemsku
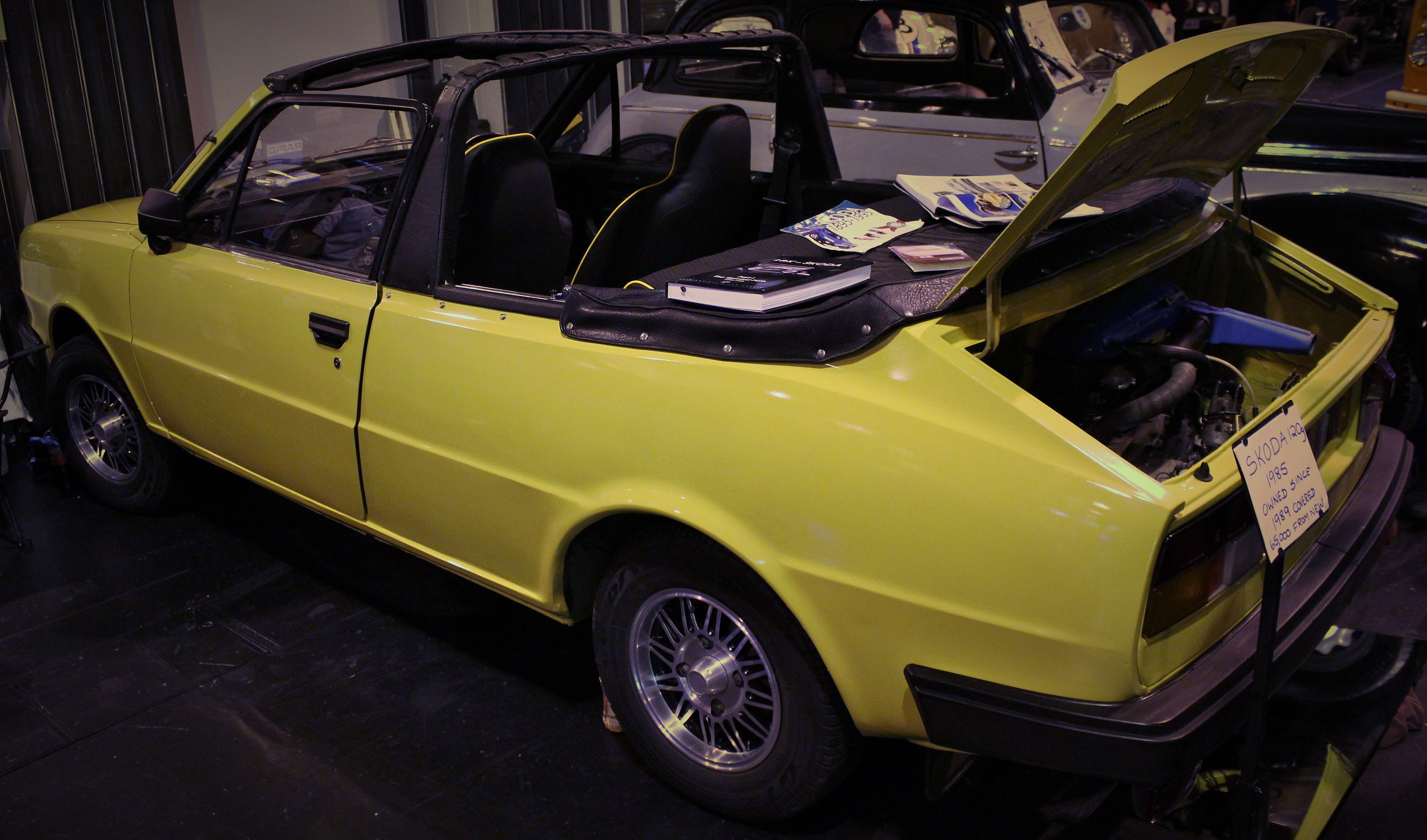
Škoda Rapid 120G Cabriolet pro britský trh
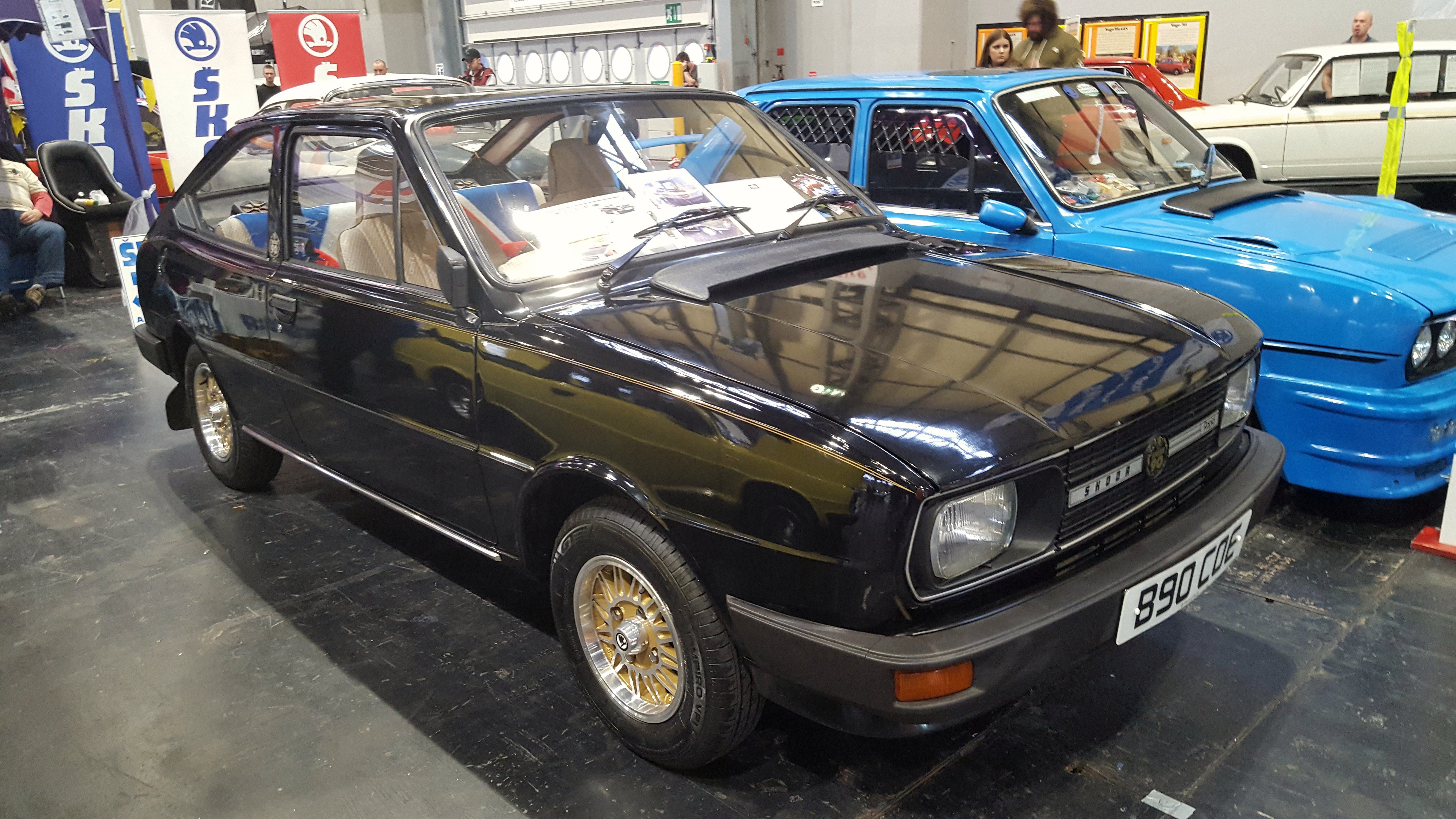
Škoda Rapid 120G (1985)

### Škoda Rapid 120
Vůz Škoda Rapid 120 byl motoricky shodný se Škodou Garde, vizuálně byl však modernizován jako ostatní vozy řady 742 (tzn. širší rozchod kol, modernizovaná karoserie a zvětšené lemy blatníků).
Automobilů Rapid 120 bylo vyrobeno 11 179 kusů od 08.1984 do 07.1986.

### Škoda Rapid 130
Automobil Škoda Rapid 130 byl odvozen z vozu Škoda 130 L a oproti Rapidu 120 měl výhodu pětistupňové převodovky a motoru 130 (1289 cm³, 43 kW).
Vozů Škoda Rapid 130 bylo vyrobeno 22 475 kusů od 08.1984 do 07.1988.

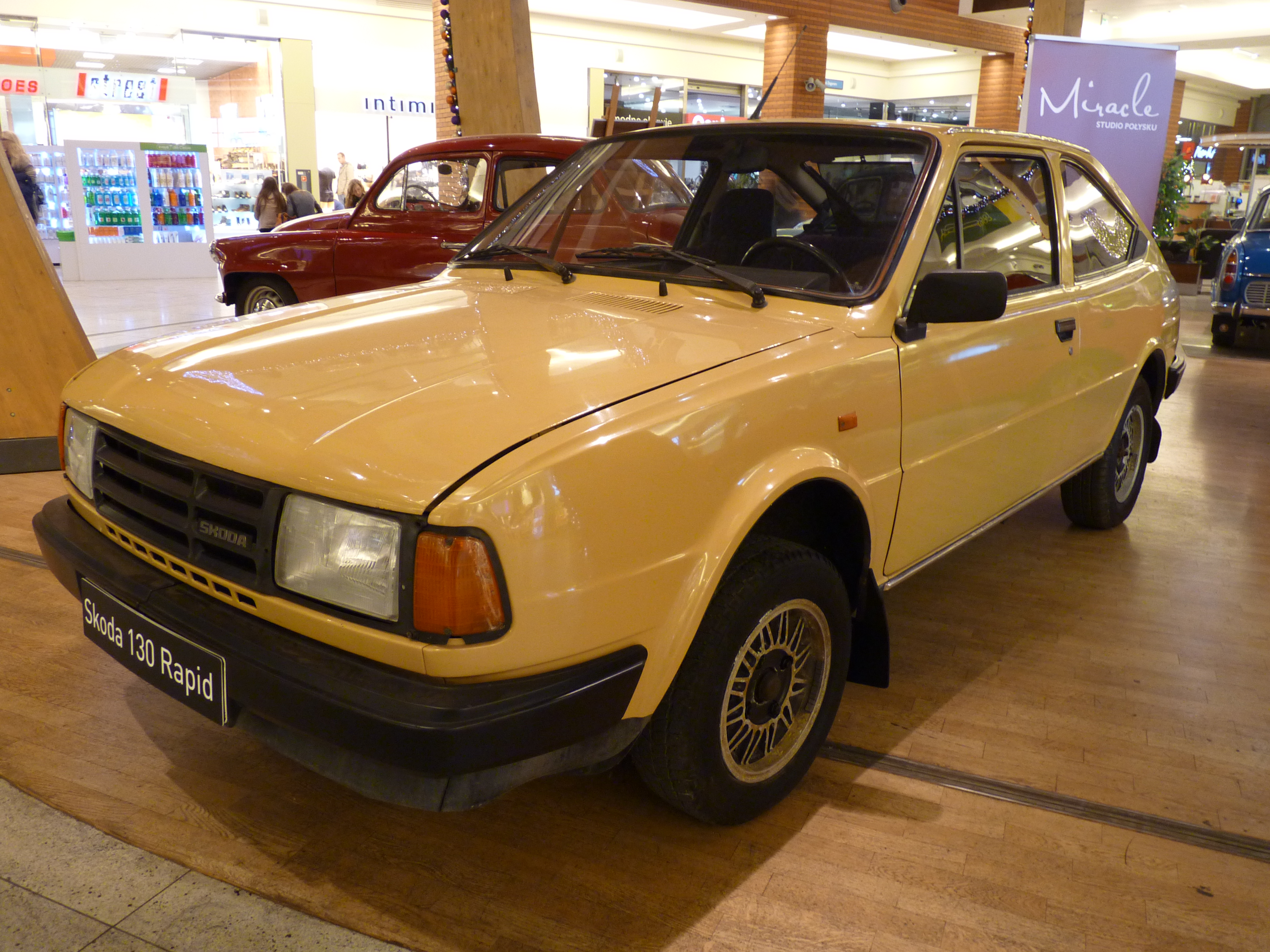
Škoda Rapid 130
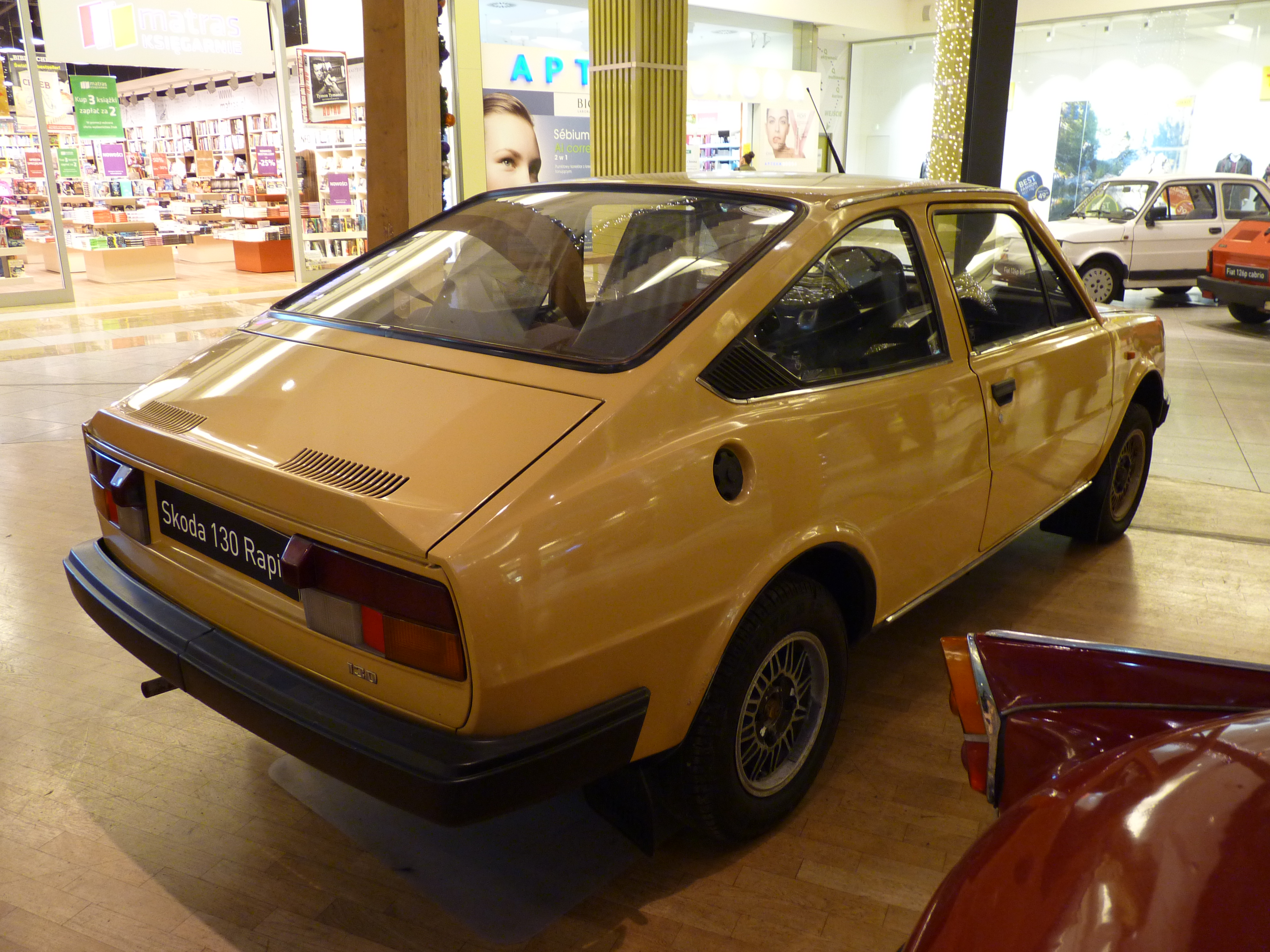
Škoda Rapid 130
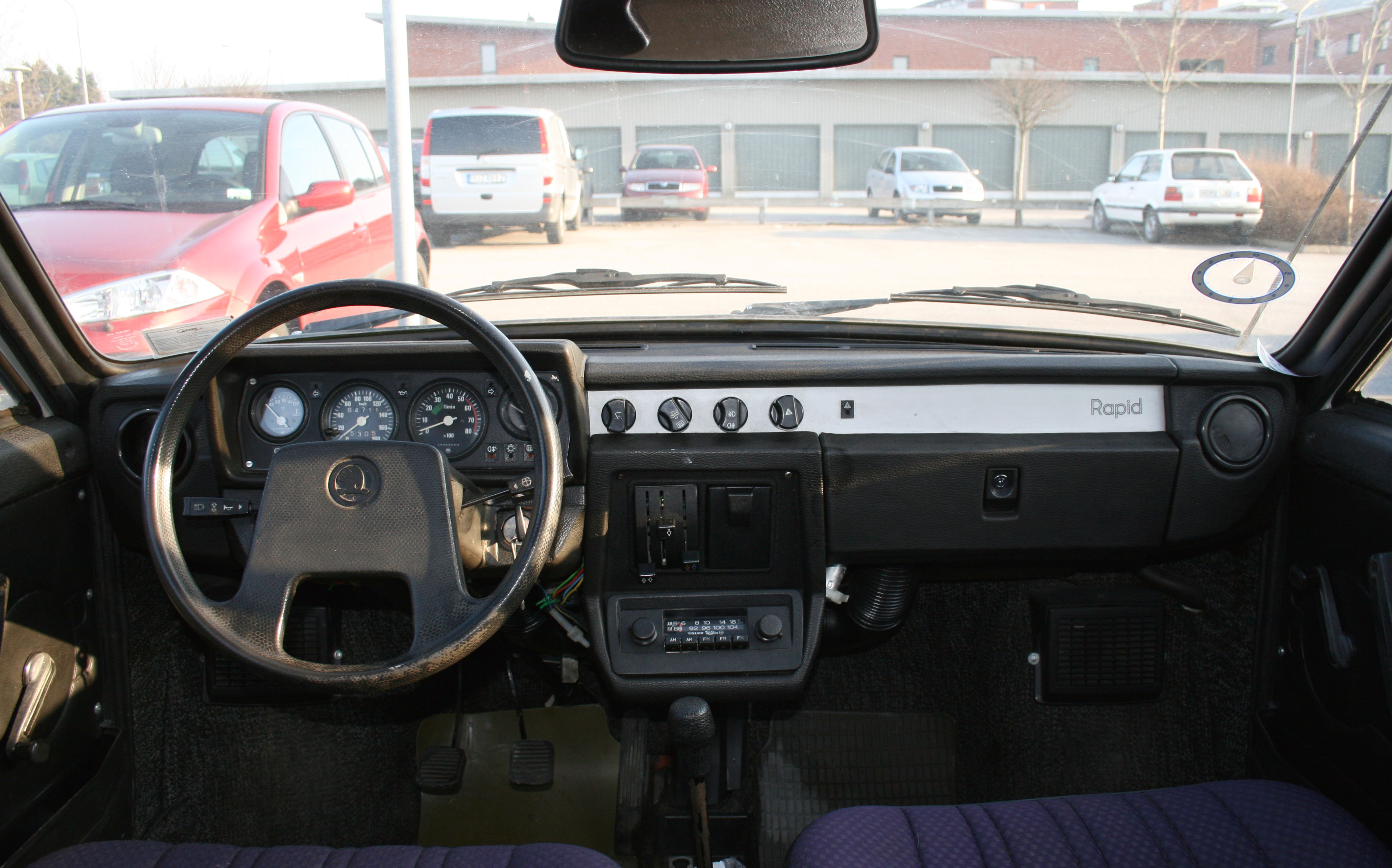
Škoda Rapid 130 (1985) – interiér

### Škoda Rapid 135
Typ Rapid 135 je odvozený od modelů Škoda 135 GL. Měl motor v zásadě shodný s motorem Škody Favorit – tzn. celohliníkový OHV o objemu 1289 cm³, s osmikanálovou hlavou válců (ovšem bez karburátoru Pierburg) - Rapid 135 měl výkon 43 kW (nižší kompresní poměr, palivo BA 91).
Výroba skončila v srpnu 1990, celkem bylo vyrobeno 1 272 kusů Rapidů 135.
Exportní verze se vstřikováním Bendix měly název Rapid 135 Ri a později Rapid 135 RiC přičemž Ri znamená Rapid injection a RiC Rapid injection Catalyst. Vstřikování měly pouze motory 135.

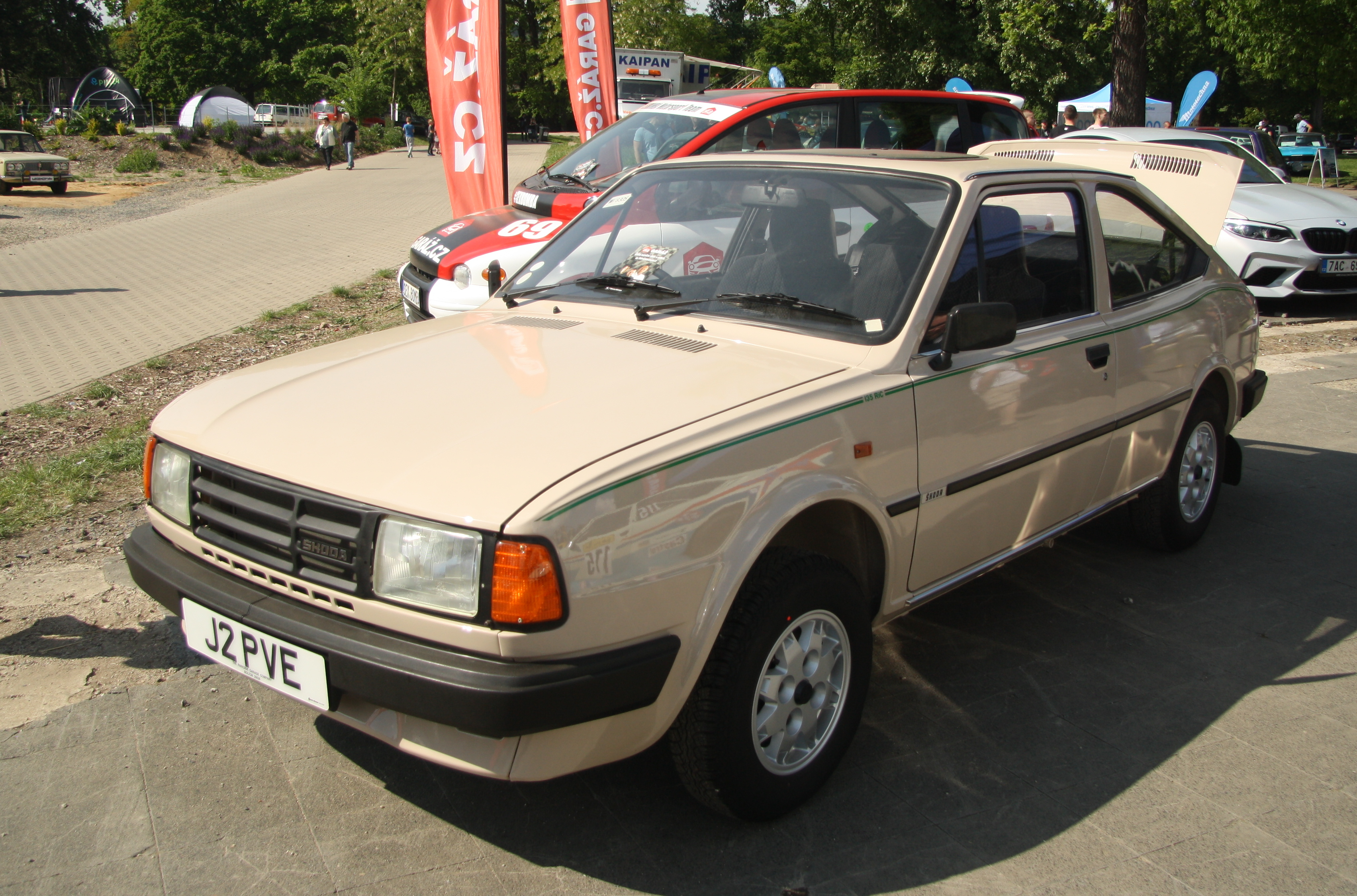
Škoda Rapid 135 RiC (1990) z Anglie
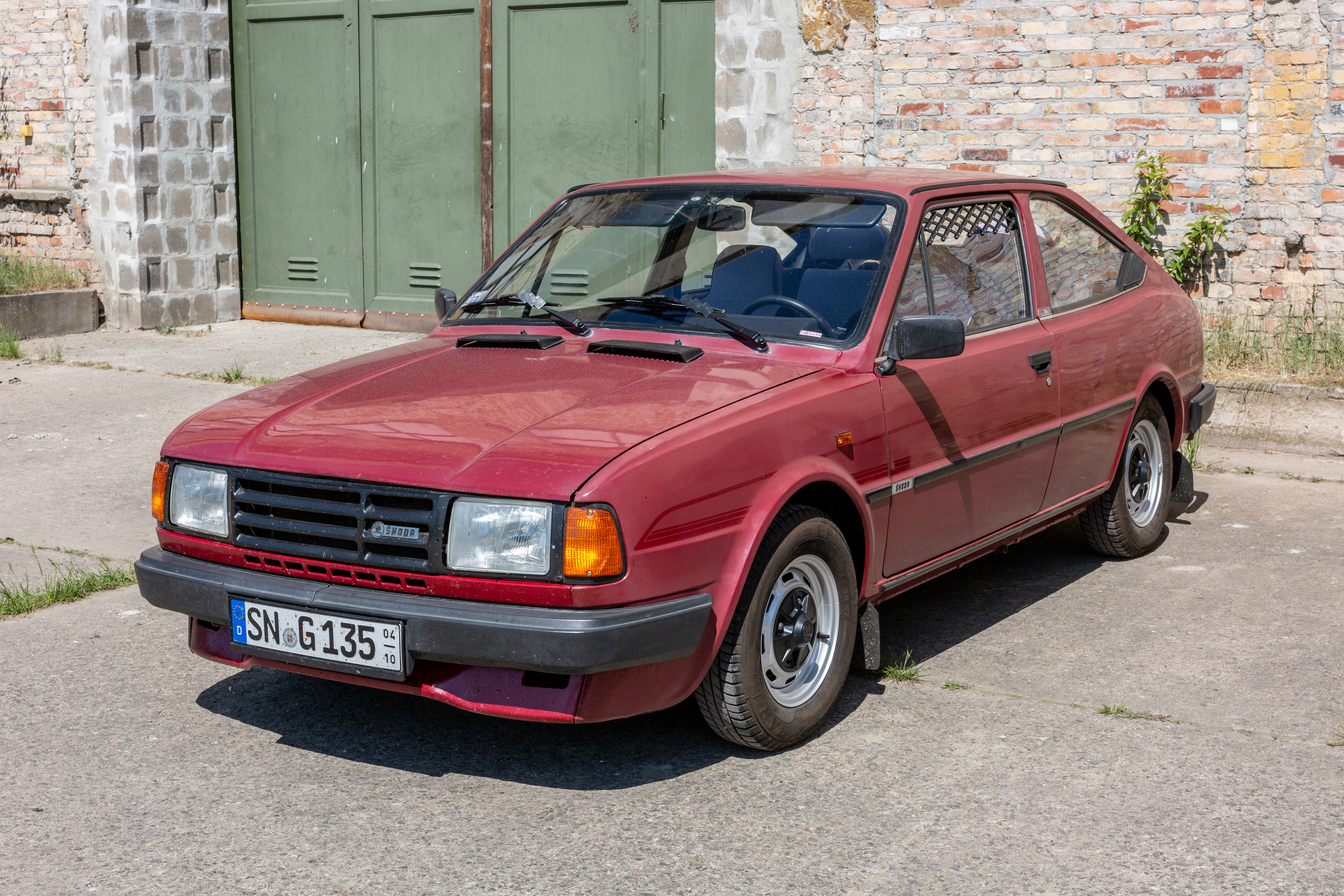
Škoda Rapid 135

### Škoda Rapid 136
Typ Rapid 136 je odvozený od modelů Škoda 136 GL. Měl motor v zásadě shodný s motorem Škody Favorit – tzn. celohliníkový OHV o objemu 1289 cm³, s osmikanálovou hlavou válců (ovšem bez karburátoru Pierburg) Rapid 136 měl výkon 46 kW (vyšší kompresní poměr, palivo BA 96).
Výroba skončila v srpnu 1990, celkem bylo vyrobeno 9 708 kusů Rapidů 136.

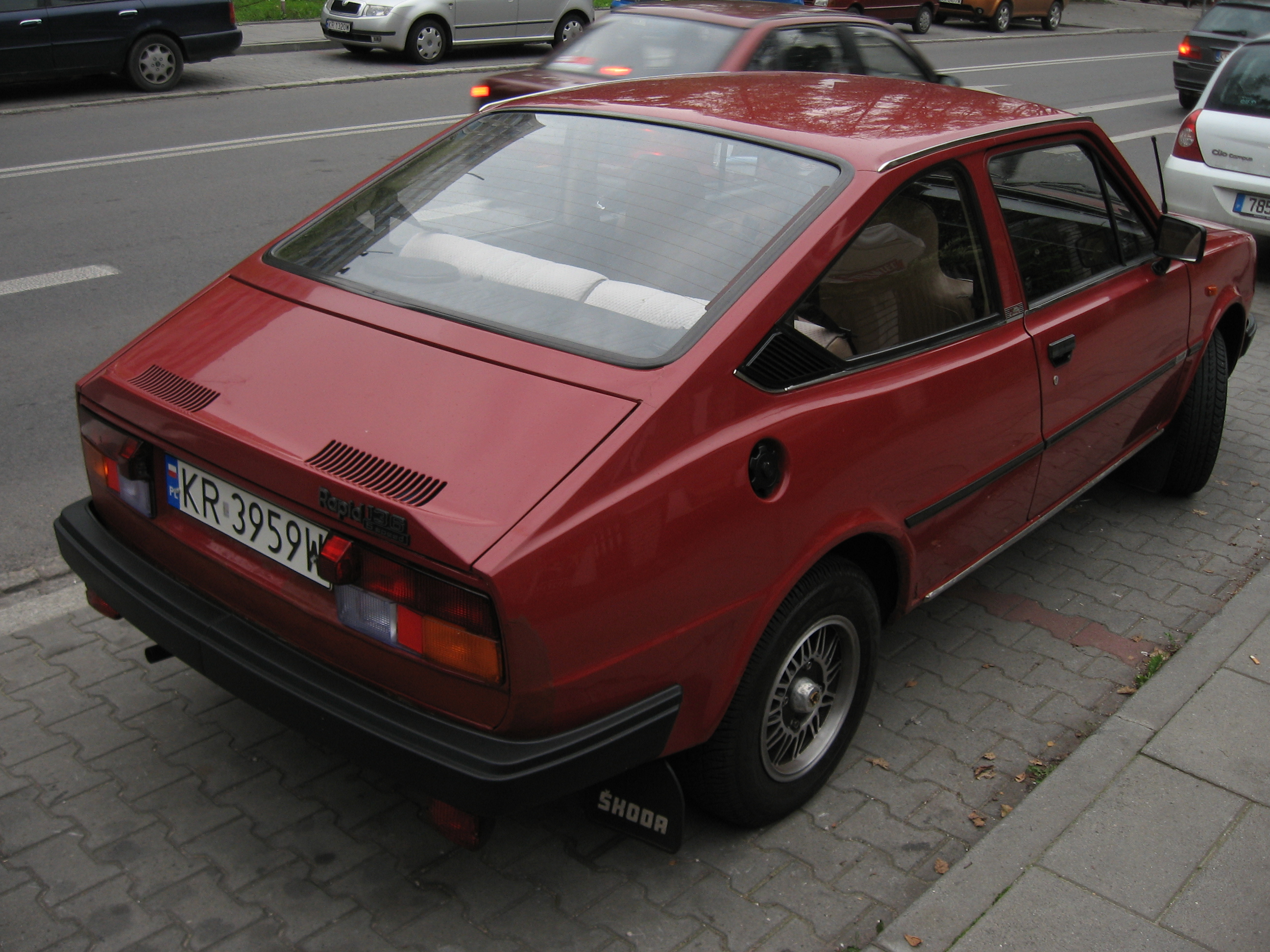
Coupé Škoda Rapid 136
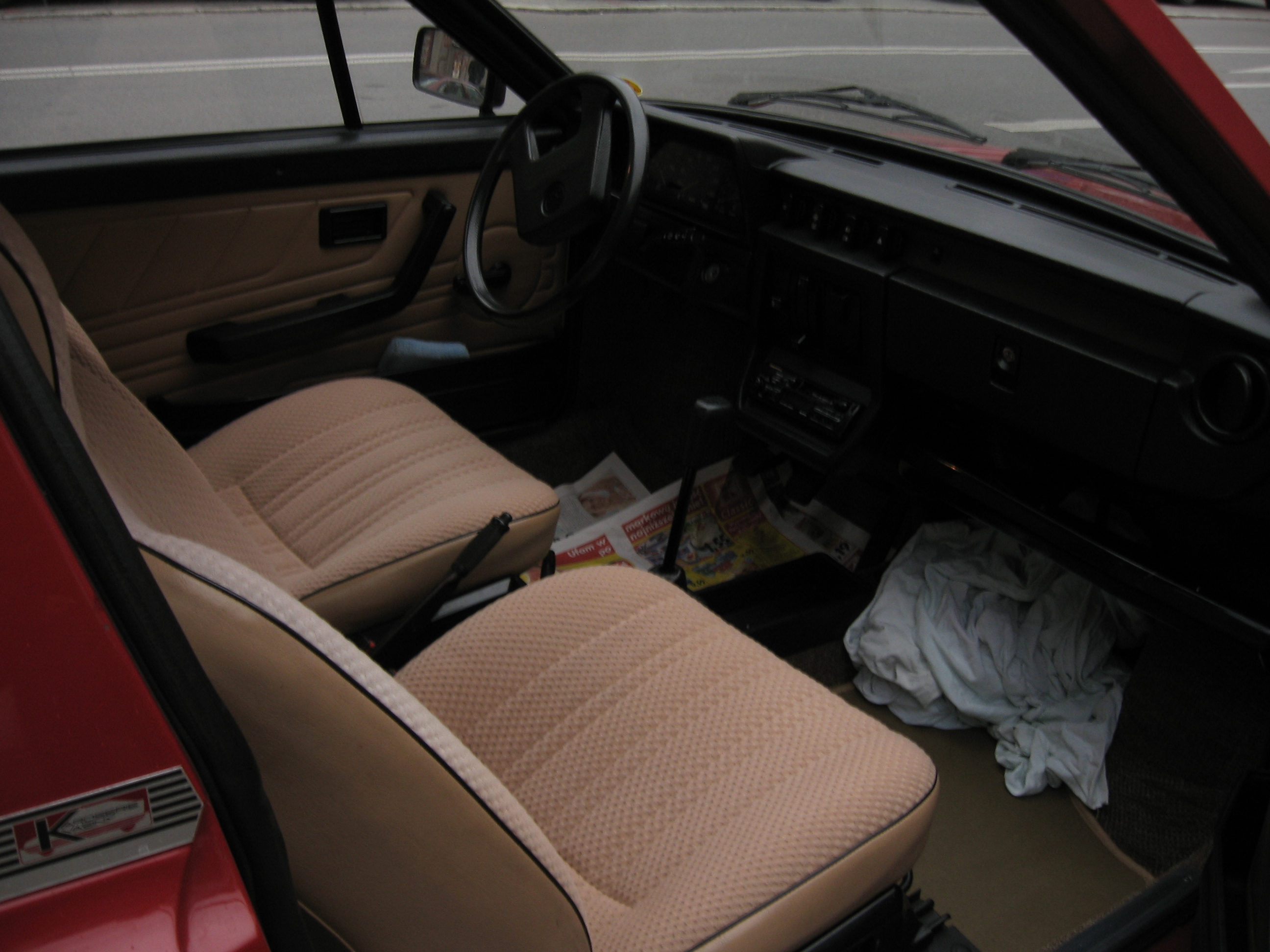
Škoda Rapid 136 – interiér
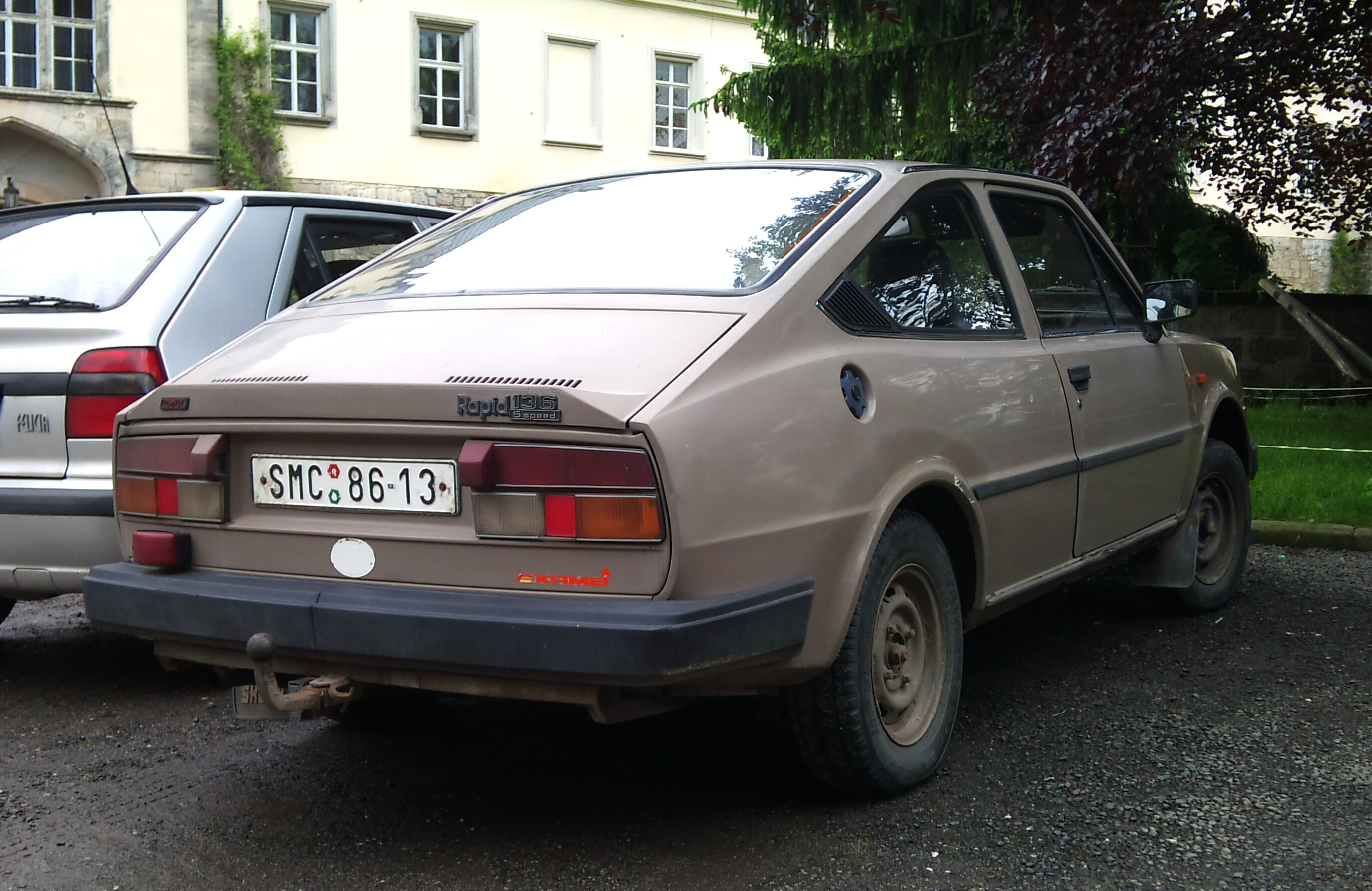
Škoda Rapid 136
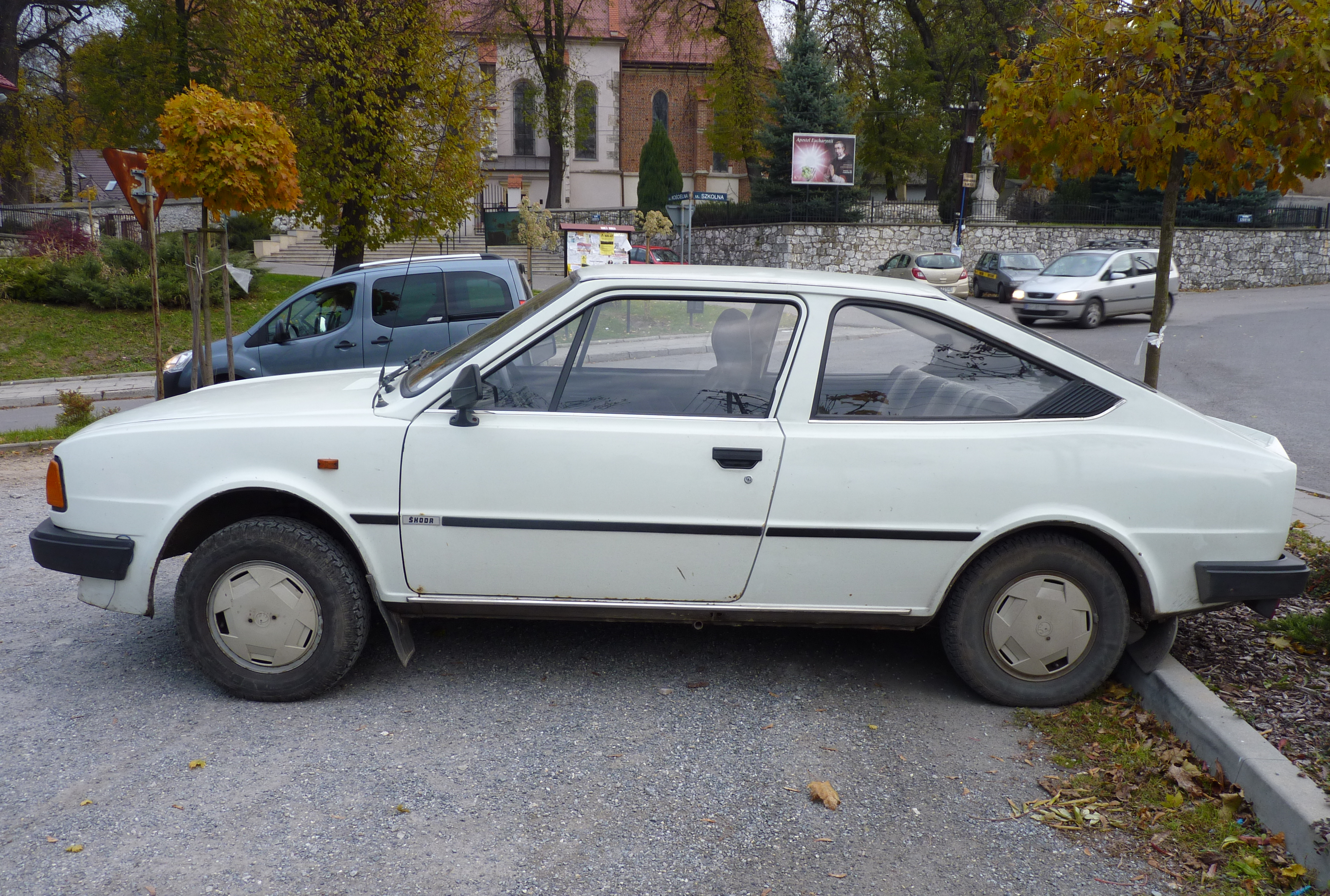
Škoda Rapid 136
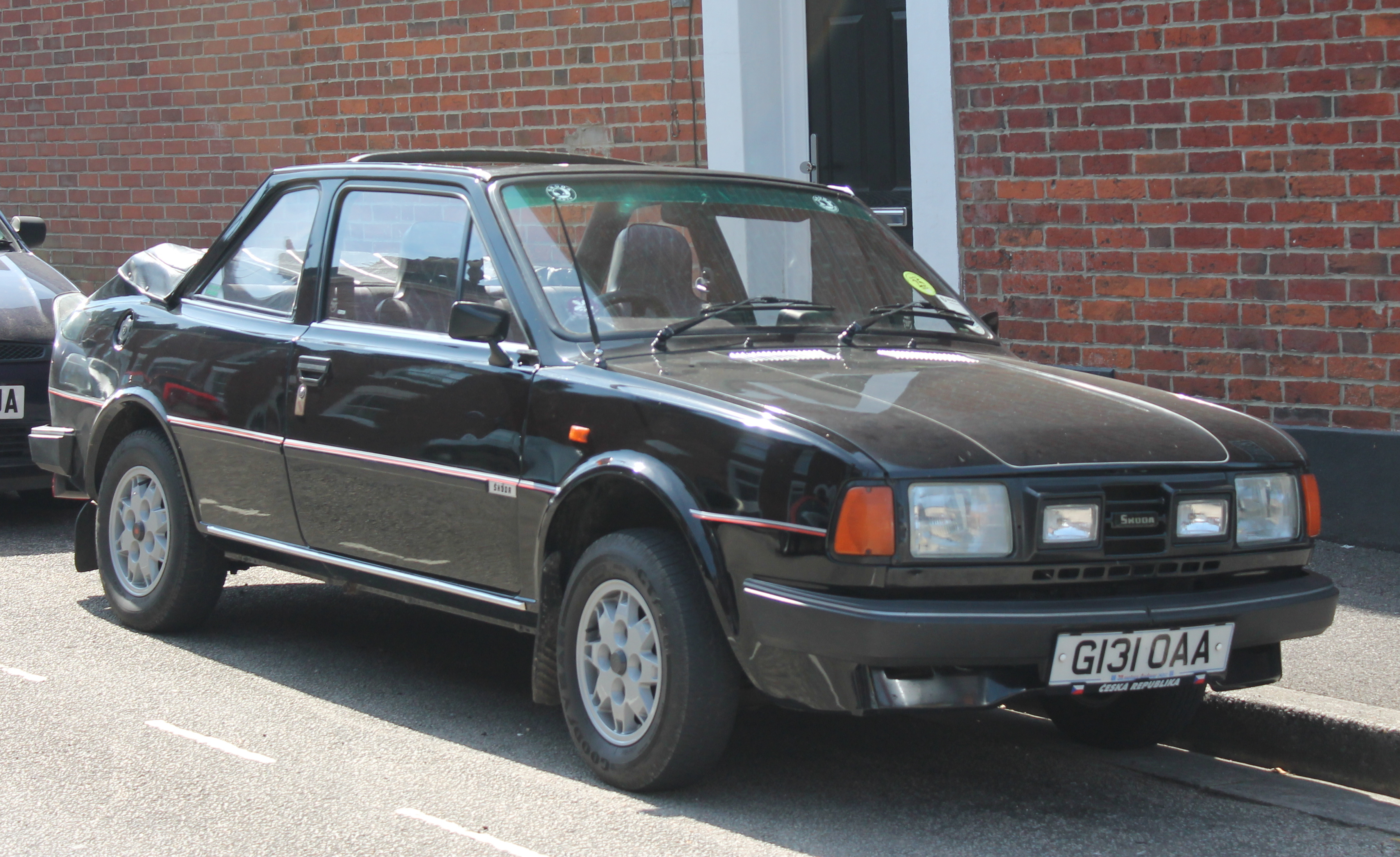
Kabriolet Škoda Rapid 136 (1989)

## Výroba
| Model                 | Typ    | Doba výroby                                                         | Vyrobených kusů |
| --------------------- | ------ | ------------------------------------------------------------------- | --------------- |
| Škoda Garde/Rapid 120 | 743    | Garde: září 1981 - červenec 1984; Rapid: Srpen 1984 - Červenec 1986 | 11 179          |
| Škoda Rapid 130       | 743    | srpen 1984 - červenec 1988                                          | 22 475          |
| Škoda Rapid 135       | 747    | srpen 1987 - srpen 1990                                             | 1 272           |
| Škoda Rapid 136       | 747    | srpen 1987 - srpen 1990                                             | 9 708           |
| Celkem                | Celkem | Celkem                                                              | 44 634          |

## Závodní verze

### MTX 160 RS

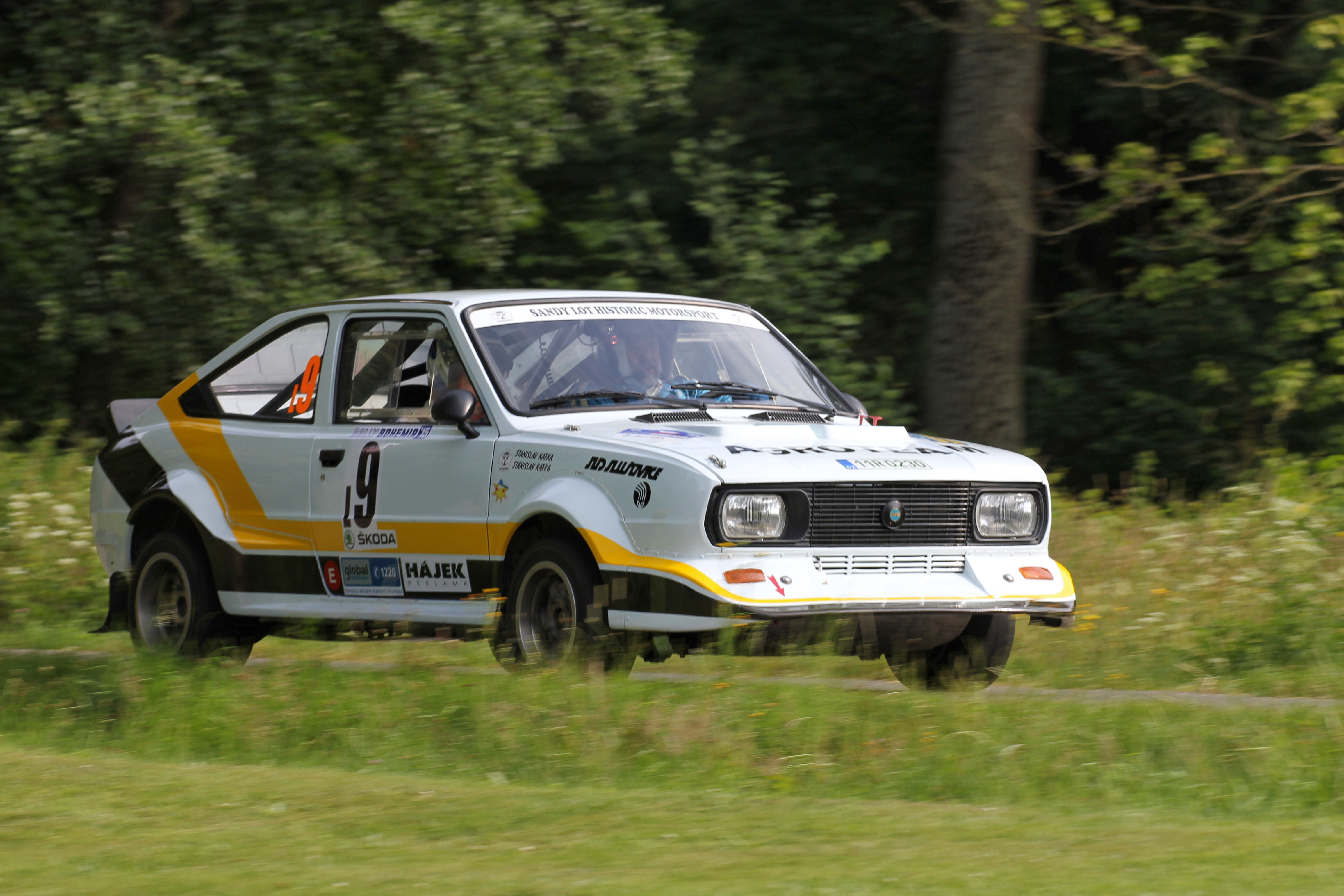
MTX 160 RS

Jednalo se o speciální rallyeový vůz skupiny B, který byl vyvinut firmou Metalex ve spolupráci s Agroteamem Slušovice z vozu Škoda Garde. Vývoj vozu vedl Ing. Václav Pauer. Na vývoji vozu se podílel také přímo Václav Blahna a Václav Král (známý český designér). Do vozu byl namontován motor VAZ 1600 cm³ o zvýšeném výkonu 118 kW a kroutícím momentu až 180 Nm, vybavený dvěma karburátory Weber. Zadní náprava byla kvůli vyvážení posunuta o 100 mm dozadu. Původním plánem bylo použít převodovku z vozu Tatra 603, nakonec ale byla využita závodní převodovka z vozu Škoda 130 RS. Ze stejného vozu pocházela přední náprava. Jednokotoučová spojka Lada měla být později nahrazena dvoukotoučovou spojkou od Metalexu. Hnací hřídele pocházely z dodávkového vozu Robur. Všechny brzdy byly kotoučové. Vůz měl rozměrný aerodynamický bodykit. Výfuk byl na zádi vozu umístěn napříč. V plánech na úpravy bylo převrtání motoru na objem 1,8 litru a zvýšení výkonu na 175 koní. Celkem byly postaveny 3 prototypy.
Prvním startem byla Rallye Valašská zima 1984. Stošedesátka jela vždy mimo klasifikaci, protože nikdy nedostala homologaci. Vůz zde řídil Václav Blahna. Automobil vedl, ale těsně před cílem spadl do příkopu. Citace p. Václava Blahny: "Vedli jsme si poměrně suverénně a před jedenáctou rychlostní zkouškou jsme měli na druhého Hauglanda náskok téměř 5 minut. Na 11 RZ (Pindula) jsme však vjeli levými koly do hlubšího sněhu a tam vůz zůstal právě v místě, kde nebyli žádní diváci. Utíkal jsem sám proti směru, protože tam, asi kilometr zpět, byly 4 starší ženské a ty nám pomohly vůz ze sněhu vydobýt. Ztratili jsme asi 11 minut celkově tedy byl nejrychlejší Haugland před Křečkem, Valouškem, námi a Kvaizarem." Zúčastnil se ještě Rallye Šumava 1984, kde skončil dle časů druhý (bohužel vše mimo klasifikaci a Rallye Teplice 1984, kde s ním Kašpárek musel odstoupit. Pak byl Agroteam rozpuštěn a přejmenován a vývoj tohoto vozu byl ukončen.

### Škoda Rapid 130 H
Jednalo se o okruhový speciál postavený na základě Škody Rapid.

## Prototypy

### Škoda Rapid Gunsch / Škoda Rapid Gunsch Cabrio
Tento prototyp byl vytvořen německým prodejcem vozů Škoda. Vůz měl přední, zadní a střešní spoiler. Objem motoru byl zvětšen na 1,5 litru a vůz dosahoval výkonu 103 kW. Na podvozku byly upravené pružiny a speciální tlumiče. Na litých kolech byly obuty nízkoprofilové pneumatiky. Přední anatomická sedadla byla od firmy Recaro. Automobil měl bohatší výbavu, tmavá okna a ztmavené zadní světlomety.